# Niš

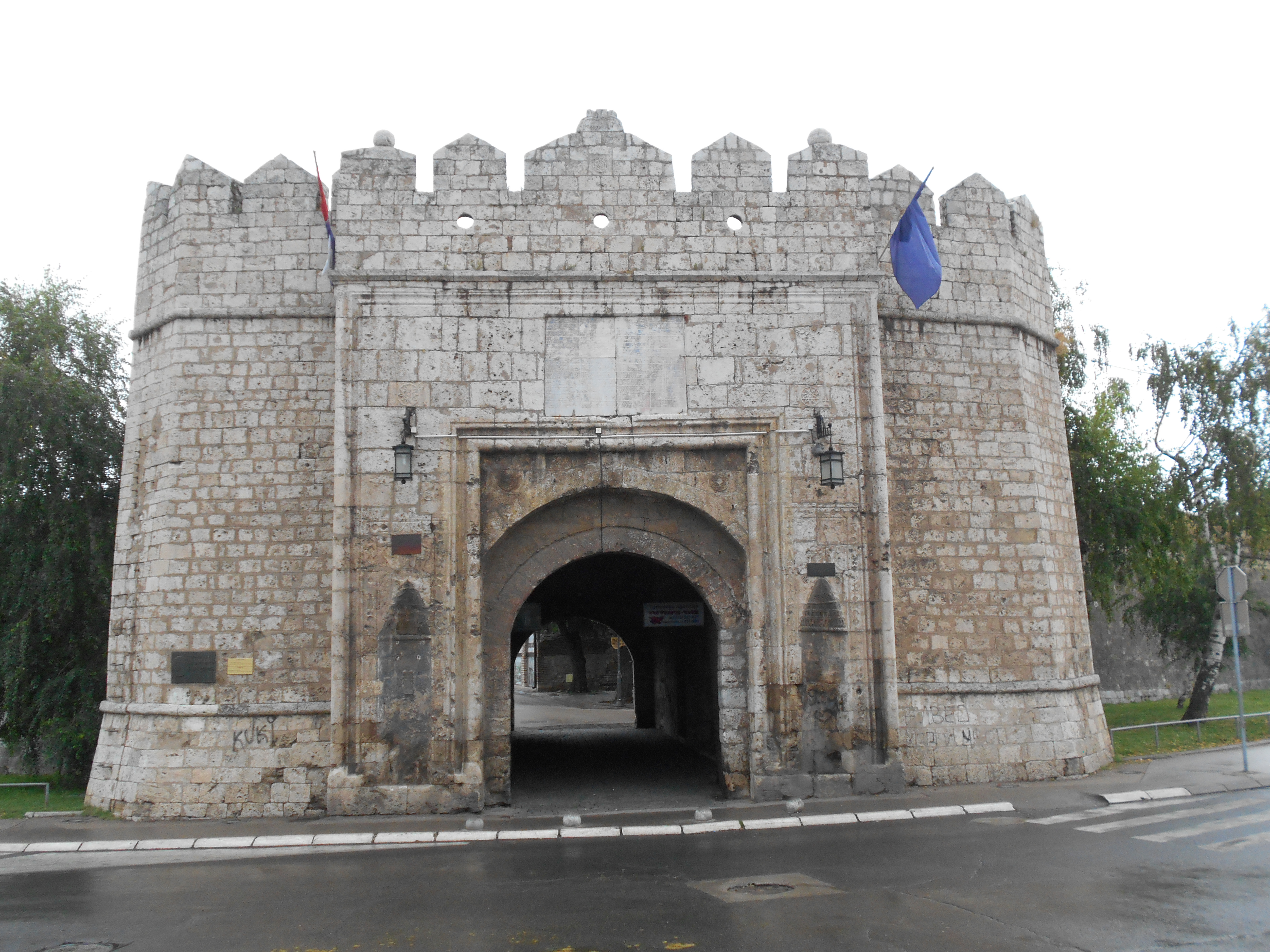
Fortezza turco-ottomana.

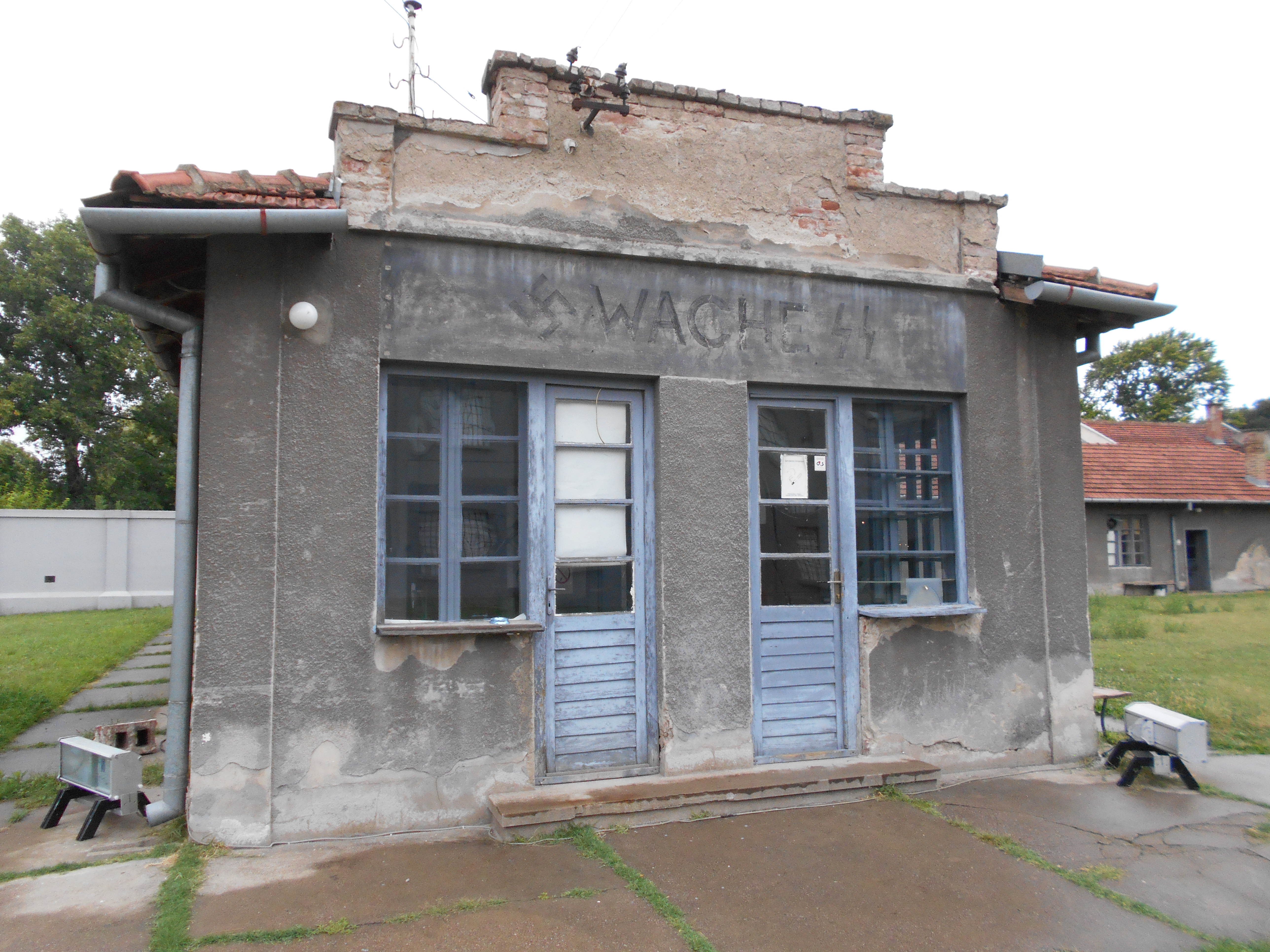
Il campo di concentramento di Crveni Krst.

Niš (pronuncia [ˈniʃ]; in serbo Ниш?; talvolta italianizzata in Nissa o, seguendo il toponimo in latino Naissus, Naisso; in greco antico: Ναισσός?, Naissós) è una città della Serbia, attraversata dal fiume Nišava. La popolazione censita nel 2011 ammontava a 260237 abitanti. La città copre un'area di 597 chilometri quadrati, inclusa la città stessa di Niš, Niška Banja e 68 sobborghi. Il Konstantin Veliki Aerodrom, intitolato all'imperatore romano Costantino I che qui nacque nel 274, è l'aeroporto internazionale della città con codice di destinazione INI.
Niš è il centro amministrativo del distretto di Nišava.
Situata all'incrocio delle autostrade balcaniche ed europee che connettono l'Asia Minore all'Europa, Niš è una delle città più antiche dei Balcani e viene considerata dai tempi antichi una delle porte di passaggio tra Oriente e Occidente.
Niš è un centro universitario. La sua università, che comprende dieci facoltà, conta circa 14000 studenti. Niš è anche uno dei più importanti centri industriali in Serbia, un centro dell'industria elettronica, dell'ingegneria meccanica, del tessile e del tabacco.

## Geografia fisica

### Clima
Il clima dell'area di Niš è moderato e continentale, con una temperatura media di 11.2 °C. Luglio è il mese più caldo dell'anno, con una media di 21,2 °C. Il mese più freddo è gennaio con una media di 0,2 °C. La media delle precipitazioni annuali è 567,25 mm/m² e la pressione media 992,74 mb. Ci sono mediamente 123 giorni di pioggia e 43 di neve.

## Storia

### Epoca romana
Il nome della città sotto l'impero romano fu Naissus ("città delle ninfe"). Niš è una delle ipotesi di individuazione dell'antica Nysa, il luogo dove, secondo la mitologia greca, sarebbe cresciuto il giovane dio Dioniso. Naissus venne considerata una città degna di nota nella Geografia di Tolemeo di Alessandria. I romani occuparono la città nel periodo della guerra dardanica (75-73 a.C.), e la città si sviluppò come incrocio strategico e mercato. Per alcuni decenni, a partire da Augusto, fu sede di una fortezza legionaria, e per tutto il I secolo, capitale della nuova provincia di Mesia.
Nel 268, durante la crisi del III secolo quando l'impero era oramai prossimo al collasso, la più grande invasione gotica mai vista fino ad allora arrivò fino ai Balcani. Gli alleati marittimi dei Goti, gli Eruli, fornirono una flotta, trasportando vaste armate lungo la costa del mar Nero dove devastarono i territori costieri in Tracia e Macedonia. Altre forze attraversarono il Danubio in Mesia. Un'invasione di Goti nella provincia della Pannonia stava portando al disastro. L'imperatore Gallieno fermò l'avanzata dei Goti sconfiggendoli in battaglia nell'aprile del 268, e quindi, nel settembre dello stesso anno, affrontò il grosso delle forze gotiche a Naissus e le sconfisse in una carneficina chiamata la battaglia di Naisso, la più sanguinosa battaglia del III secolo che lasciò da 30 000 a 50 000 goti morti sul campo. La battaglia fruttò al comandante in capo di Gallieno, il generale Marco Aurelio Claudio, il suo soprannome "Gothicus", nonostante il comandante della cavalleria Aureliano fosse stato il vero vincitore. La battaglia di Naisso mise al sicuro l'impero occidentale per un altro secolo e mezzo.
Quattro anni dopo, nel 272, il figlio del comandante militare Costanzo Cloro e di una proprietaria terriera chiamata Flavia Giulia Elena nacque a Naissus, destinato a governare come imperatore con il nome di Costantino I. I resti della villa imperiale a Mediana sono un importante sito archeologico vicino a Niš.
La basilica cristiana di Niš del IV secolo è uno dei monumenti cristiani più antichi. Nonostante l'imperatore Giuliano avesse rinforzato le mura, la prosperità di Naissus la rese un obiettivo e venne distrutta da Attila nel 443. Quando Prisco di Panion passò attraverso la zona nel 448 sul suo cammino verso la corte di Attila, Naissus offriva un orrendo spettacolo:

### Da Bisanzio all'età moderna
In seguito Giustiniano I fece del suo meglio per restaurarla, ma Naisso non raggiunse mai più il livello del IV secolo.
Nel IX secolo i Bulgari divennero i padroni di Naissus; la città venne poi rioccupata dai Bizantini durante le campagne condotte dall'imperatore Basilio II contro i Bulgari (1014). Gli ungheresi la presero nell'XI secolo, e l'imperatore bizantino Manuele I Comneno la riconquistò ancora una volta nel 1173.  Verso la fine del XII secolo la città era nelle mani del principe serbo Stefan Nemanja, che ospitò l'imperatore germanico Federico Barbarossa e i suoi crociati.
Nel 1375 i turchi ottomani presero Naissus per la prima volta dai Bulgari. Una grande fortezza cittadina dei primi decenni del XVIII secolo è ben conservata. Un importante monumento del primo XIX secolo è la Torre dei teschi (Ćele kula), una torre che incorpora teschi umani (dei "ribelli" Bulgari) nella costruzione, un monumento unico nel suo design.
Durante l'occupazione tedesca nella seconda guerra mondiale, il primo campo di concentramento in Jugoslavia era vicino a Niš e nel 1942 una rivolta armata portò ad una fuga dal lager. I fuggitivi erano guerriglieri di Tito che erano stati catturati dalle forze tedesche durante la battaglia di Kozara. Questa fuga è stata reinterpretata dal film di Miomir Stamenković Lager Nis, del 1987.
Durante il regime di Slobodan Milošević, Niš fu la prima città in Serbia a ribellarsi contro il governo socialista: l'opposizione democratica, chiamata Zajedno (Insieme), vinse le elezioni locali nel 1996. Il primo sindaco democratico della città è stato Zoran Živković.

## Siti storici
- Tvrdjava - fortezza turca nel centro della città.
- Mediana - sito archeologico, villa imperiale romana.
- Kazandžisko Sokače - esempio di architettura originale ottomana.

## Musei
- Museo Cittadino - Orario: 9 - 16;
- Esposizione archeologica del Museo Cittadino - Orario: 9 - 16;
- Museo di Mediana - Orario: 9 - 16;
- Torre dei teschi (Ćele Kula) - Orario: 9 - 16 (1º novembre - 31 marzo), 7:30 - 19:30 (1º aprile - 31 ottobre);
- Museo dell'Istituto di Salute Pubblica Pasteur - Orario: 7 - 14;
- Museo-Prigione del campo di Crveni Krst (Crveni Krst, in italiano Croce Rossa, da cui il lager prende il nome, è uno dei cinque comuni costituenti Niš) - Orario: 9 - 16.

## Media locali

### Giornali
- Narodne Novine

### Stazioni televisive
- TV 5
- Banker TV
- BelleAmie TV
- TV Nais
- Global
- RTV Nišava
- Čair
- NTV
- INTER CHANNEL

### Stazioni radio
- Fast radio
- City radio
- Blue Fm
- Radio Niš - 97,9
- Banker radio
- Radio 5 - 105,5
- Radio Nišava
- Radio Belleamie folk kanal 100,7
- Radio Belleamie pop 95,7
- Sunce 92,0

## Geografia antropica

### Suddivisioni amministrative
La città di Niš è composta da cinque comuni: Medijana, Palilula, Pantelej, Crveni Krst e Niška Banja. Ciascuno di essi si articola ulteriormente in sobborghi:
| Medijana                                                                                                | Palilula                                                              | Pantelej                                              | Crveni Krst                                               | Niška Banja                        |
| --- | --------------------------------------------------------------------- | ----------------------------------------------------- | --------------------------------------------------------- | ---------------------------------- |
| - Brzi Brod - Duvanište - Trośarina - Bulevar - Čair - Centar - Marger - Trg Kralja Aleksandra - Kičevo | - Palilula - Staro groblje - Ledena Stena - Bubanj - Bubanjska Dolina | - Pantelej - Jagodin mala - Durlan - Vrežina - Čalije | - Crveni krst - Beograd mala - Crni put - Šljaka - Komren | - Broj 6 - Niška Banja - Jelašnica |

## Amministrazione

### Gemellaggi
- Salonicco, dal 2000[4]
- Kassandra, dal 1996[4]
- Sparta, dal 1996[4]
- Glifada, dal 1999[5]
- Maroussi, dal 1999[4]
- Alimos, dal 1999[4]
- Veliko Tărnovo, dal 1996[5]
- Košice, dal 2001[5]
- Kursk, dal 1920[5]
- Rognan, dal 1986
- Recanati, dal 2007 (gemellaggio poetico)
- Varese (gemellaggio universitario)[6][7]
- Ferrera di Varese, dal 2008 (gemellaggio universitario)[6][7]

Altre forme di cooperazione o di amicizia con le seguenti città:
- Vienna
- Graz
- Barcellona
- Bad Homburg, dal 1999
- Columbus

## Sport

### Calcio
La squadra principale della città è il Radnički Niš.

### Pallacanestro
La squadra principale della città è il KK Konstantin Niš.